# Шмидт, Райнер
Райнер Ф. Шмидт (нем. Rainer F. Schmidt; род. 22 февраля 1955 год, Шварценбах-ам-Вальд) — немецкий историк, профессор Новейшей истории и дидактики истории Вюрцбургского университета.

## Биография
Райнер Шмидт изучал историю, англистику и американистику в Вюрцбургском университете и Университете Кларка в США. Основные направления его научных исследований — история национал-социализма и Второй мировой войны, внешняя политика Австро-Венгрии и Германии эпохи Бисмарка, Веймарская республика и британо-германские отношения в XIX—XX веках. Райнер Ф. Шмидт является рецензентом печатных изданий по соответствующей тематике в газете Frankfurter Allgemeine Zeitung.

## Труды
- Die gescheiterte Allianz: Österreich-Ungarn, England und das Deutsche Reich in der Ära Andrassy (1867 bis 1878/79). Lang, Frankfurt am Main; Bern; New York; Paris 1992, ISBN 3-631-44627-6.
- Graf Julius Andrássy, vom Revolutionär zum Außenminister. Muster-Schmidt, Göttingen; Zürich 1995, ISBN 3-7881-0144-X.
- Rudolf Heß — «Botengang eines Toren?». Der Flug nach Großbritannien vom 10. Mai 1941. ECON, Düsseldorf 1997, ISBN 3-430-18016-3.
- Die Außenpolitik des Dritten Reiches 1933—1939. Klett-Cotta, Stuttgart 2002, ISBN 3-608-94047-2
- Otto von Bismarck (1815—1898). Realpolitik und Revolution, eine Biographie. Kohlhammer, Stuttgart 2004, ISBN 3-17-017407-X.
- Bismarck: Realpolitik und Revolution. Hugendubel, Kreuzlingen; München 2006, ISBN 3-7205-2865-0.
- Der Zweite Weltkrieg : Die Zerstörung Europas [Deutsche Geschichte im 20. Jahrhundert, Band 10, , be.bra verlag, Berlin 2008, ISBN 3-89809-410-3